# Monika Biegler
Monika Biegler (* 8. November 1968 in Wien) ist eine österreichische Bühnen- und Kostümbildnerin, die für internationale Opern- und Musiktheaterproduktionen arbeitet.

## Leben
Monika Biegler absolvierte ihr Studium im Bereich Theatre Design am Central Saint Martins College of Art and Design in London. Seitdem entwirft sie Bühnenbilder und Kostüme für zahlreiche Produktionen in Europa. Sie arbeitete unter anderen an der Neuen Oper Wien, der Wiener Kammeroper, an der Nationaloper Litauen, für das Theater Magdeburg, das Landestheater Linz, das Volkstheater Rostock, das Theater Neustrelitz, das Theater Koblenz, das Theater Hagen und das Burgtheater Wien.
Zu ihren Arbeiten zählen Dialogues des Carmélites an der Wiener Staatsoper, Die Zauberflöte am Aalto-Musiktheater Essen sowie Falstaff am Mainfranken Theater Würzburg, Kreneks Leben des Orest am Theater Münster, das Bühnenbild für Weills Ein Hauch von Venus an der Oper Graz, Bühne und Kostüme bei Benjamin Brittens Ein Sommernachtstraum am Stadttheater Gießen und am Theater Münster das Bühnenbild zu Franz Schrekers Oper Der Schmied von Gent.